# Schlossberg von Tettelham
Der Schlossberg von Tettelham ist ein 597 m hoher Hügel über dem Dorf Tettelham bei Otting in der Gemeinde Waging im oberbayerischen Landkreis Traunstein.
Der Schlossberg bietet vor allem nach Süden und Osten weite Ausblicke. Auf dem hoch aufragenden Hügel befindet sich der Burgstall der Burg Obertettelham mit Resten von Mauerwerk und eine 1947 erbaute Kapelle.

## Geschichte
Die Burg Obertettelham war Sitz der Herren von Tettelham, welche Ministerialen (Dienstmannen) der Grafen von Kraiburg und später der Grafen von Plain waren. 1343 wurde sie vom Salzburger Erzbischof Ortolf von Weißeneck erworben und später Sitz eines Gerichts des Erzstifts Salzburg. Nach einem Brand wurde die Burg um 1505 unter Erzbischof Leonhard von Keutschach wieder aufgebaut. Im Jahr 1697 verlegte man das Pfleggericht nach Waging und überließ die Burg dem Verfall.